# Jorge Torres Roggero
Jorge Torres Roggero nació el 23 de junio de 1938 en Córdoba, Argentina. Doctor en Literaturas Modernas. Profesor Emérito de la Universidad Nacional de Córdoba, Facultad de Filosofía y Humanidades. Fundador del Grupo de Estudios Literarios del Cono Sur que edita la revista-libro SILABARIO. Su obra ensayística comprende numerosos títulos. Entre los más relevantes: La Donosa Barbarie, El combatiente de la aurora, Elogio del Pensamiento Plebeyo, Dones del canto y su obra más reciente Confusa Patria. Su obra poética es frecuentemente citada en el marco de los estudios sobre la generación del 60 en Argentina.

## Biografía
1938. Nace en La Puerta, Departamento Río I, Provincia de Córdoba. Al poco tiempo se traslada a Cañada de Luque. Es el pueblo de su infancia y al que considera su lugar de nacimiento. 
1944. Concurre a la escuela fiscal Ramón J. Cárcano. En 1948, junto a un grupo de compañeros, conducidos por la señorita Anita (Ana Elena Delich), organizan rifas y otras actividades para crear la pequeña biblioteca de la escuela. Hasta ese momento, sus lecturas eran las revistas de historietas y deportivas: El Tony, Intervalo, Patoruzú, El Gráfico y Mundo Infantil, entre otras. Primer libro leído: Martín Fierro. Segundo: Tom Sawyer. 
1950-1955. Ingresa en el Jovenado de los Padres Redentoristas. Concluye el primario en San Alfonso (Villa Allende) y el secundario en Bella Vista (Buenos Aires). Estudios intensivos de latín, griego y ars dicendi. Lectura de los clásicos grecolatinos, los textos sagrados y padres de la Iglesia. 
1956. En disidencia con la postura de sus maestros frente a la Revolución Libertadora, abandona la Congregación.
1957. Inicia sus estudios en la Facultad de Filosofía y Humanidades, Universidad Nacional de Córdoba.
1959. Su libro de poemas Las Circunstancias obtiene el primer premio “LAUREL” en el Concurso “Alfredo Otonello Guevara” en forma conjunta con El Visitante de Rodolfo Aldo Godino.
1962. Aparece Las circunstancias. Se trata del sexto cuaderno de la Colección “LAUREL”, Hojas de Poesía, Ediciones Díaz Bagú. En calle Salta 51, ciudad de Córdoba, funcionaba el taller, una minerva, con que Alberto Díaz Bagú se ganaba la vida y, a la vez, reunía a los integrantes del Grupo Laurel, editaba la revista y ampliaba su generosidad publicando las obras iniciales de sus jóvenes amigos. También se publicaron allí, entre otras obras, Oda al sapo, de Osvaldo Guevara; y, Un viento hecho de pájaros de Graciela de Sola (Graciela Maturo).
1963. Egresa de la Facultad de Filosofía y Humanidades, Escuela de Letras, Universidad Nacional de Córdoba, con el título de Licenciado en Literaturas Modernas.
1964-1970. En la década del sesenta se dedica especialmente a la creación literaria, publica sus primeros libros de poemas y participa con ensayos y poemas en revistas literarias como “Laurel” y “Lugones”, en Córdoba; “Barrilete”, “Encuentro” y “Vigilia”, en Buenos Aires. Posteriormente, su obra poética será frecuentemente mencionada en libros y artículos que versan sobre la Generación del 60 en la Argentina.
1967. Accede por concurso de antecedentes y oposición al cargo de Jefe de Trabajos Prácticos de Literatura Argentina I. Trabaja allí bajo la dirección del Dr. Iber Verdugo.
1968. Ingresa al Instituto de Literatura Argentina e Hispanoamericana de la Facultad de Filosofía y Humanidades como Ayudante Técnico de Investigación. Comienza sus investigaciones de literatura de Córdoba bajo la dirección del Dr. Gaspar Pío del Corro en cuya cátedra de Literatura Argentina II se desempeña como Profesor Adjunto Interino.
1970. Obtiene el título de Doctor en letras con la tesis “Aportes para una caracterización de la génesis del modernismo en la Argentina”. Con ella se plantea por primera vez la posibilidad de interpretar la literatura argentina desde el interior del país. La tesis muestra las mutaciones en el campo intelectual de Córdoba a finales del S.XIX y comienzos del S. XX. Para ello trabaja los textos publicados por Lugones en “La Libertad” y “La patria” entre 1893 y 1896, año de su partida a Buenos Aires. Se registra, asimismo, la situación de discurso mediante la contextualización de los escritos culturales de la prensa de Córdoba hasta 1901, los inicios de la modernización educativa (la mujer), del avance técnico-industrial y la lucha de los movimientos de reivindicación sindical y social. Los textos lugonianos (escritos entre sus diecinueve y veintidós años) son seleccionados y estudiados, no tanto por sus logros individuales, sino como modelo de una mentalidad colectiva de cambio estético y social. Fue publicada (con actualizaciones y adiciones) en el año 2000 con el título de El combatiente de la aurora. Lugones, Córdoba y los inicios de la modernidad literaria.
1974. Participa en la gestión universitaria como secretario académico de la Facultad de Filosofía y Humanidades.
1976. Es dejado cesante por la dictadura militar.
1979. Publica La cara oculta de Lugones como fruto de su actividad en el C.E.L.A (Centro de Estudios Latinoamericanos) colectivo fundado y dirigido por Eduardo Azcuy y Graciela Maturo y que reunía a muchos profesores desplazados de las universidades por la dictadura. Se publica el folleto Coplas de las tinajas, edición de los premios de un concurso promovido por la Fundación Carmen Rosa Ulivarri de Etchart. Torres Roggero obtuvo el segundo premio y el jurado estuvo compuesto por los poetas Julio Díaz Villalba, Walter Adet y Miguel Ángel Pérez. Otros poetas premiados que figuran en este folleto son Carlos Hugo Aparicio (Primer Premio), José Ríos, Hugo Adán Gorrini, Luis Andolfi, Ariel Petrocelli y Joaquín Morillo.
1982. Prepara para la Colección Laurel de Ediciones Bagú el libro de poemas El alma entera que permanece inédito. Incluía “Coplas de las tinajas” (editado en folleto en 1979), “Córdoba en tres miradas y… un vistazo” (también en folleto en 1982), y “Acerca de la muerte de Claudio Socoyana” (incorporado luego en el volumen Eucalypto y otros poemas, en 1991).
1984. Aparece el libro Jauretche, profeta de la esperanza editado por Editorial Fundación Ross que agota dos ediciones.
1985. Se publica Discépolo Vivo. Es reincorporado a la Facultad con su antiguo cargo de Ayudante Técnico de Investigación.
1986. Gana por concurso de antecedentes y oposición el cargo de Profesor Adjunto de Literatura Argentina I; y, además, como carga anexa, dicta Literatura Argentina II.
1990-2010. Es vicedirector de la Escuela de Letras y posteriormente Vice decano de la F.F.y. H. Se desempeña, asimismo, en la Comisión de Filología, Lingüística y Literatura de CONICET y como evaluador en esa Agencia, en FONCyT, en CONICOR, y en diversas universidades argentinas. Dirige diversos proyectos de investigación académica centrados en aspectos regionales y geoculturales. Como docente de posgrado, se desempeñó en la Maestría en Literaturas Latinoamericanas (F.F.y H) y en la Maestría de Bloques Regionales (Centro de Estudios Avanzados, U.N.C.).
1991. Desde las Cátedras de Literatura Argentina organizó anualmente las “Jornadas de Investigación (conocimiento y creación) de la Literatura Argentina” que promueven el diálogo abierto entre estudiantes, docentes y simples lectores como un modo de ampliar el área de la rutina académica. Dichas Jornadas continúan realizándose anualmente.
1992. Inicia con un grupo de ex-alumnos las actividades del Grupo de Estudios Literarios del Cono Sur.
1992-2010. Dirige doctorandas/os en letras. Miembro, durante dos períodos, del Comité de Doctorado de la Facultad de Filosofía y Humanidades, U.N.C.
1994. Accede por concurso de antecedentes y oposición a la titularidad de la cátedra de Literatura Argentina II.
1996. Funda, junto a sus compañeros del Grupo de Estudios Literarios del Cono Sur, SILABARIO. Revista de Estudios y Ensayos Geoculturales, publicación anual que continúa hasta el presente.
1998. Escribe El cancionero de Santa Evita.
2008. Es designado Profesor Emérito por el Consejo Superior de la Universidad Nacional de Córdoba.

## Sus pasos
Jorge Torres Roggero egresó a comienzos de 1963 de la Facultad de Filosofía y Humanidades, Escuela de Letras, Universidad Nacional de Córdoba, con el título de Licenciado en Literaturas Modernas. En la década del sesenta se dedica especialmente a la creación literaria, publica sus primeros libros de poemas y participa con ensayos y poemas en revistas literarias como "Laurel" y “Lugones”, en Córdoba; "El Barrillete", “Encuentro” y “Vigilia”, en Buenos Aires. Su obra poética es frecuentemente mencionada en libros y artículos que versan sobre la Generación del 60 en la Argentina. Comienza sus estudios de Literatura Argentina y publica un primer ensayo que aún es citado con frecuencia en estudios referidos a la temática del tiempo: "Historicidad y trascendencia en el Adán Buenosayres de Leopoldo Marechal". 
En 1967 accede , por concurso de antecedentes y oposición, al cargo de Jefe de Trabajos Prácticos de Literatura Argentina I. Trabaja allí bajo la dirección del Dr. Iber Verdugo. En 1968, accede por concurso de antecedentes y oposición, al cargo de Ayudante Técnico de Investigación en el Instituto de Literatura Argentina e Hispanoamericana de la Facultad de Filosofía y Humanidades. Comienza sus investigaciones de literatura de Córdoba bajo la dirección del Dr. Gaspar Pío del Corro en cuya cátedra de Literatura Argentina II se desempeña como Profesor Adjunto Interino. A finales de 1970 presenta y aprueba su tesis doctoral: "Aportes para una caracterización de la génesis del modernismo en la Argentina". El jurado recomienda la publicación de la misma: se plantea por primera vez la posibilidad de interpretar la literatura argentina desde el interior del país. La tesis muestra las mutaciones en el campo intelectual de Córdoba a finales del S.XIX y comienzos del S.XX. Para ello trabaja los textos publicados por Lugones en “La Libertad” y “La patria” entre 1893 y 1896, año de su partida a Buenos Aires. Se registra, asimismo, la situación de discurso mediante la contextualización de los escritos culturales de la prensa de Córdoba hasta 1901, los inicios de la modernización educativa (la mujer), del avance técnico-industrial y la lucha de los movimientos de reivindicación sindical y social. Los textos lugonianos (escritos entre sus diecinueve y veintidós años) son seleccionados y estudiados , no tanto por sus logros individuales, sino como modelo de una mentalidad colectiva de cambio estético y social.En 1975, publica Córdoba y Sarmiento en que el investigador muestra en germen una de sus propuestas básicas: la necesidad del despliegue de una "razón poética" como categoría de análisis capaz de dar cuenta del sentido profundo, de desatar los nudos de "la serie semántica de la vida social en los textos" y el funcionamiento de las estructuras geoculturales. 
En 1976 es dejado cesante por la dictadura militar. En el transcurso de su exilio universitario, siempre tras los hilos de una poética de la cultura popular, publica La cara oculta de Lugones(1979); escribe para una posterior publicación: Jauretche, profeta de la esperanza (1984) y Discépolo Vivo (1985) . En todos estos libros se trata de avanzar en un modo de comprensión texturado a partir de lo que podría denominarse una “razón poética” mediante el entrecruzamiento de diversos códigos y relaciones intrínsecas: desde la hermenéutica teosófica de Lugones, al lugar común como zona de sentido en Jauretche y Discépolo.
En 1985 es reincorporado a la Facultad con su antiguo cargo de Ayudante Técnico de Investigación. En 1986 gana por concurso de antecedentes y oposición el cargo de Profesor Adjunto de Literatura Argentina I. Se hace cargo del dictado de esa materia y de Literatura Argentina II.

## Grupos de Estudios Literarios del Cono Sur
En 1992 inicia , con un grupo de ex-alumnos, las actividades del Grupo de Estudios Literarios del Cono Sur. 
En 1994 accede por concurso de antecedentes y oposición a la titularidad de la cátedra de Literatura Argentina II. El grupo de investigación dirigido por Dr. Jorge Torres Roggero es hoy en día reconocido en universidades del país y del extranjero, sus integrantes participan en encuentros , jornadas y congresos. Uno de los grandes logros del grupo es la publicación de la revista-libro (con referato) SILABARIO que ha recibido excelentes comentarios tanto en el país como en universidades de Latinoamérica y EE.UU. El Nº 10/11 de SILABARIO, dedicado a los Bicentenarios, apareció en 2008. Se celebraban así diez años de publicación ininterrumpida.
Esta labor de formación de recursos humanos ha permitido que todos los integrantes iniciales del Grupo de Estudios Literarios del Cono Sur hayan aprobado su doctorado y hayan accedido por concurso de antecedentes y oposición a los cargos docentes (profesor titular, profesor adjunto, jefe de trabajos prácticos) que actualmente desempeñan en la Facultad de Filosofía y Humanidades. Asimismo, publican regularmente artículos en revistas especializadas con referato, libros y capítulos de libros.
Por último, en cuanto a su actuación institucional es necesario señalar que el Dr. Torres Roggero se desempeñó (por elección de los claustros de docentes, egresados, estudiantes y no docentes) como Subdirector de la Escuela de Letras y como Vicedecano de la Facultad de Filosofía y Humanidades. Asimismo, por designación del H.C.D. se desempeñó como miembro del Comité de Doctorado y del Consejo Asesor de la Maestría en Literaturas Latinoamericanas. Se ha desempeñado, asimismo, en la Comisión de Filología, Lingüística y Literatura de CONICET y como evaluador en esa Agencia, en FONCyT, en CONICOR, y en diversas universidades argentinas. Ha dirigido proyectos de investigación y becarios de las instituciones científicas antes mencionadas así como de SECyT (Universidad Nacional de Córdoba).
Desde las Cátedras de Literatura Argentina se organizan anualmente, las “Jornadas de Investigación (conocimiento y creación) de la Literatura Argentina" que promueven el diálogo abierto entre esdudiantes, docentes y simples lectores como un modo de ampliar el área de la rutina académica. 
El Dr. Torres Roggero se ha desempeñado como docente de posgrado en la Maestría en Literaturas Latinoamericanas (F.F.y H) y en la Maestría de Bloques Regionales (Centro de Estudios Avanzados, U.N.C.). Pertenece al cuerpo de docentes de postgrado del Doctorado en Letras de la Facultad de Filosofía y Humanidades. 
En suma, es partir de la tarea del Grupo de Estudios Literarios del Cono Sur que comienzan a tener entidad lo que hoy se denomina, en ambientes académicos del país y del extranjero, como estudios geoculturales. No es este el lugar para explayarse sobre sus características principales pero pueden ser consultadas en las publicaciones de Grupo de Estudios del Cono Sur. Se trata tanto de publicaciones individuales como en colaboración y de artículos publicados en SILABARIO, cuyo subtítulo es Revista de ensayos y estudios geoculturales. 

## Publicaciones

### Algunas publicaciones más recientes del Dr. Torres Roggero:
Eva Peron y la dignificación de la mujer, Instituto Leopoldo Marechal, Córdoba, 1993
“Un exceso de vida”, Introducción a HEREDIA, Pablo y BOCCO, Andrea: Ásperos clamores. 
La literatura gauchesca de Mayo hacia Caseros, Córdoba, Alción, 1996.
“Para bajarse del ropero” en Jornadas, Córdoba, 1996. La donosa barbarie. Córdoba: Literatura y Cultura, Córdoba, Alción, 1998.133 págs.
"Hipólito Yrigoyen: la red radiante", en SILABARIO, Nº 2, Córdoba, 1999.
"La región de la aurora: la oratoria de la Reforma Universitaria" , ( en: Espacios Geoculturales. Diseños de nación en los discursos literarios, Alción, Córdoba,2000)
El combatiente de la aurora. Lugones, Córdoba y los inicios de la modernidad literaria, Alción, Córdoba, 2000. 185 págs. Leopoldo Lugones: criollo universal, Dirección de Letras y Promoción del Pensamiento, Córdoba, 2000. 36 págs."El juguete rabioso: escuelas para desarmar", en ESCRIBAS, Escuela de Letras, FFy H, U.N.C.,2000.
“El joven Lugones: sus aportes a la poética del modernismo”, En: BOLETÍN DE LA ACADEMIA ARGENTINA DE LETRAS, Tomo LXV,julio-diciembre de 2000, Nº 257-258 "Estudios geoculturales". En:TEMAS DECIENCIA Y TECNOLOGIA, Secretaría de Ciencia y Tecnología, Nº 9, Universidad Nacional de Córdoba, septiembre de 2001.
Elogio del pensamiento plebeyo. Geotextos: el pueblo como sujeto cultural en la literatura argentina, Ed.Silabario, Córdoba, 2002.145 págs.
"Una nueva generación". Prólogo del libro Periodismo y Literatura (1830-1860) por Andrea Bocco, 2004. Córdoba, Ed.Universitas/Ed.Fac. de Filosofía y Humanidades (UNC)."Los ojos azules de Leda". Introducción a la reedición de Poemas Helénicos de Martín Goycoechea Menéndez, 2004, Córdoba, Ferreyra Editor Se trata de la reedición anotada de un libro publicado en Córdoba a finales del S.XIX (1899)."Geotextos de identidad y de poder en Simón Bolívar". En SILABARIO, Nº 7. Córdoba, 2004
"Los valores simbólicos de la obra de Leopoldo Marechal", en A.A.V.V., 2004, Leopoldo Marechal: entre símbolo y sentido", Córdoba, El Copista.
Dones del Canto. Geotextos de identidad y de poder, Ed. El Copista, Córdoba, 2006. 155 págs.“Persistencias: la cultura popular barroca”, en SILABARIO, Nº 9, 2006
Confusa Patria.Borges y las zonceras. Otros estudios geoculturales, Ed. Fundación Ross, Rosario, 2007, 192 págs. Obra poética:
Las Circunstancias, Ed. Díaz Bagú, Córdoba, 1962; El que tenga oídos, Ed. Diálogo, Córdoba, 1966;Cualquier cosa que uno dé, Ed. Tiempo de Vivir, Córdoba, 1973;Córdoba entre miradas y un vistazo, Ed.Centauro, 1983; Eucalypto y otros poemas, Ed. Argos, 1991; Un país de sonrisas, Cuadernos de la Cuesta del Agua, Córdoba, 1996
Números de SILABARIO editados hasta el momento: SILABARIO. REVISTA DE ESTUDIOS Y ENSAYOS GEOCULTURALES. Córdoba (Nº 1, noviembre de 1998; Nº 2, septiembre de 1999; Nº3, agosto de 2000; Nº 4, junio de 2001; Nº5, agosto de 2002; Nº6, octubre de 2002; Nº 7 de diciembre de 2003; Nº 8, noviembre de 2005; Nº9, diciembre de 2006), Nº 10/11, octubre de 2008) .Director: Jorge Torres Roggero.
Poesía
1962. Las circunstancias. Ed. Díaz Bagú, Colección Laurel, Hojas de Poesía, Córdoba.
1966. El que tenga oídos. Ed. Diálogo, Córdoba.
1973. Cualquier cosa que uno dé. Ed. Tiempo de Vivir, Córdoba.
1979. Coplas de las tinajas. En Cuadernos de Serenata. Poetas en Cafayate, 4, s/d.
1982. Córdoba en tres miradas… y un vistazo. Instituto Leopoldo Marechal, Córdoba.
1991. Eucalypto y otros poemas. Ed. Argos, Córdoba.
1996. Un país de sonrisas (diálogos de amor). Cuadernos de la Cuesta del Agua, Córdoba.
Ensayo
Sarmiento y Córdoba, 1975.
La cara oculta de Lugones, Fundación Ross, Rosario, 1978.
Arturo Jauretche, profeta de la esperanza, Fundación Ross, Rosario, 1984.
Discépolo vivo, Fundación Ross, Rosario, 1984.
Eva Peron y la dignificación de la mujer, Instituto Leopoldo Marechal, Córdoba, 1993.
La donosa barbarie. Córdoba: Literatura y Cultura, Córdoba, Alción, 1998.
El combatiente de la aurora. Lugones, Córdoba y los inicios de la modernidad literaria, Alción, Córdoba, 2000.
Leopoldo Lugones: criollo universal, Dirección de Letras y Promoción del Pensamiento, Córdoba, 2000.
Elogio del pensamiento plebeyo. Geotextos: el pueblo como sujeto cultural en la literatura argentina, Ed. Silabario, Córdoba, 2002.
Dones del Canto. Geotextos de identidad y de poder, Ed. El Copista, Córdoba, 2006.
Confusa Patria. Borges y las zonceras. Otros estudios geoculturales, Ed. Fundación Ross, Rosario, 2007.
Poética de la Reforma Universitaria, Córdoba, Editorial Babel, 2009.
Tumultos del corazón. Pensamiento nacional, popular y democrático, Fundación Ross, Rosario, 2012.
El Cura Brochero y su tiempo. Cultura popular, santidad, política, Babel, Córdoba, 2012.
Un santo populista. Beato Brochero, Cárcano, Yrigoyen. El monopolio ferroviario inglés, Babel, Córdoba, 2014.
Últimas noticias sobre el anticristo. Manuel Lacunza y el Papa Francisco, dos jesuitas llegados del fin del mundo, Editorial Brujas, Córdoba, 2016.